# Náves

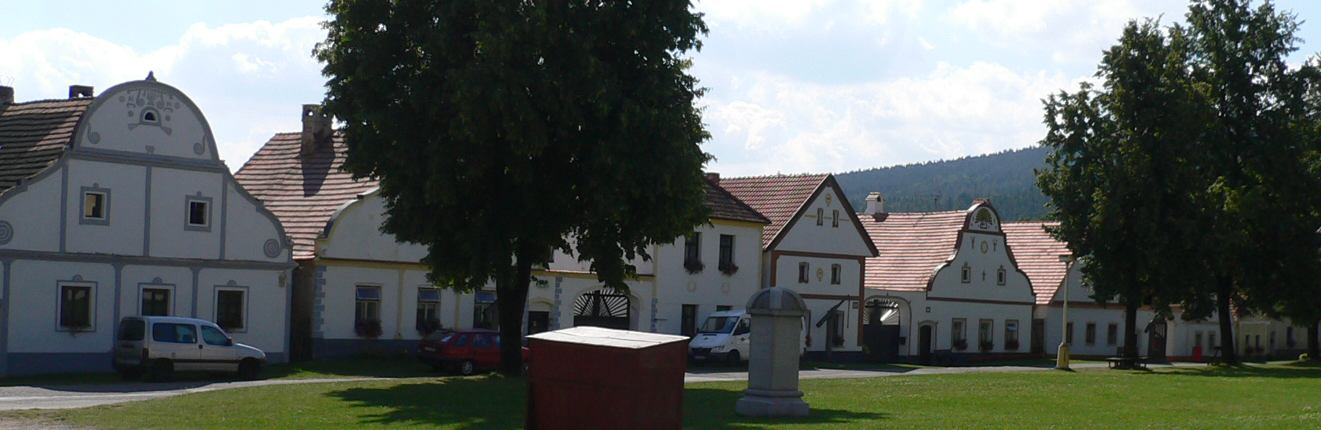
Holašovice jsou typickým reprezentantem návesní vesnice – zástavba těsně obemyká prostornou náves

Náves tvoří centrum vesnice. Jedná se o zpravidla pravidelný obdélníkový či oválný veřejný prostor, kolem kterého jsou soustředěny jednotlivé usedlosti. Velikost návsi byla při zakládání vesnice určována podle počtu sedláků. Ke každé usedlosti příslušel díl polí přímo za ní. Na návsi bývají kostely nebo kaple.
Náves je typická pro tzv. návesní vesnice.

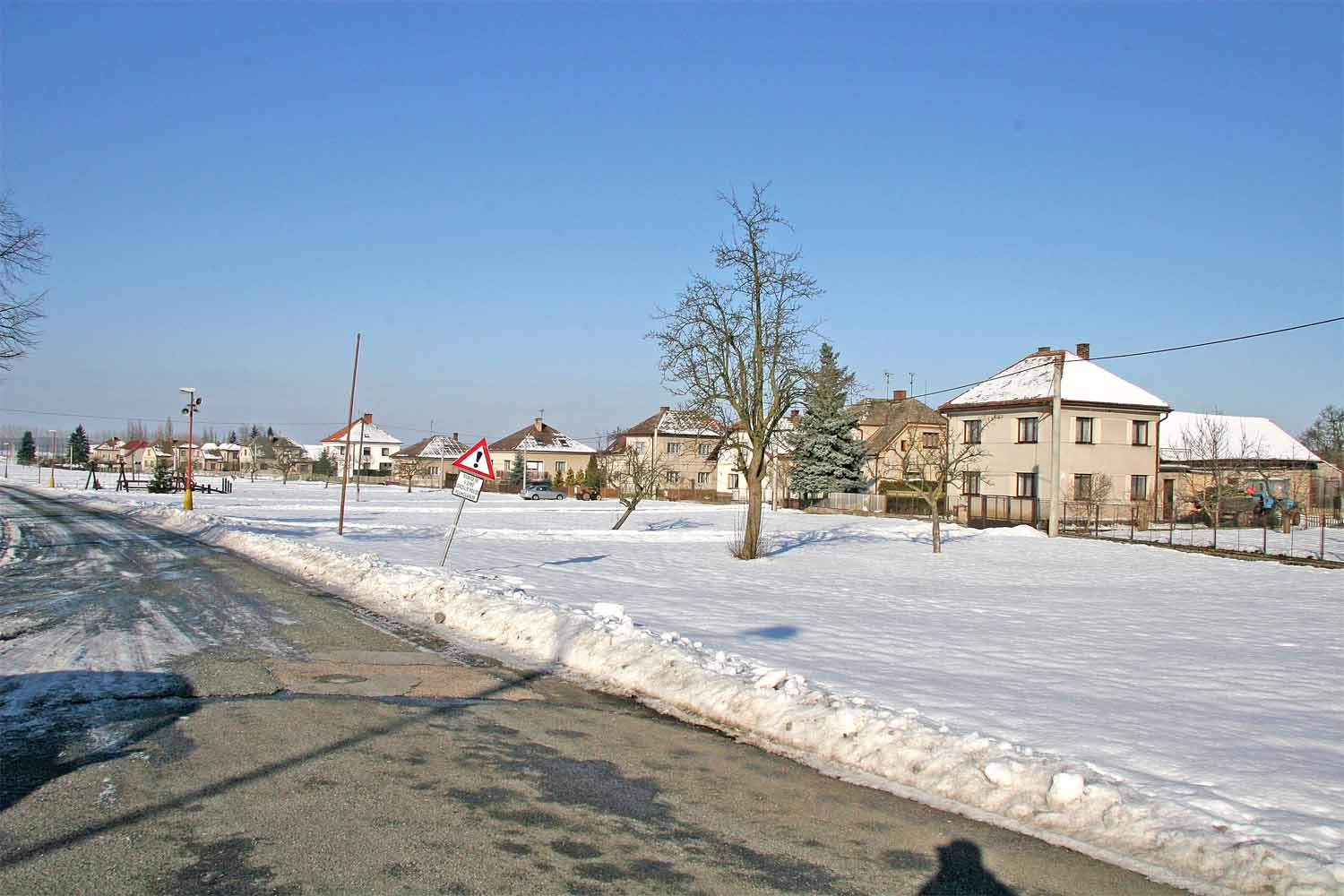
Náves v obci Kobylice

Tvar a velikost návsi je jedním ze znaků užívaných při hodnocení historického vývoje a stáří sídla, neboť se v průběhu času měnil typický půdorys nově zakládaných vesnic. Stejně výrazně je však ovlivněn i dalšími okolnostmi. Jinou velikost a tvar má náves řemeslnického městečka s právem trhu a jinou čistě zemědělská vesnice. Odlišný charakter zástavby má i horská či podhorská obec. Důležité je to, zdali byla vesnice jednotně vysazená a vyměřená lokátorem či postupně rostlá. Takové vesnice mívají výrazně nepravidelný, jakoby chaotický půdorys s nepravidelnou a nepřesně vymezitelnou návsí.
Tento charakter však mívají někdy i vesnice pravidelně vysazené, neboť kvůli, až do konce 18. respektive první poloviny 19. století zcela dominantnímu užití dřevěné zástavby v Českých zemích, docházelo při obnovách staveb po zničujících požárech často k deformacím původního tvaru parcel.